# أولاد جابر (عين الشواطر)
أولاد جابر هي إحدى مشيخات المملكة المغربية، تتبع جغرافيا لإقليم فكيك وإداريًا لعين الشواطر. يقدر عدد سكانها بـ 1489 نسمة حسب الإحصاء الرسمي للسكان والسكنى لسنة 2004.